# Limhamns konstförening

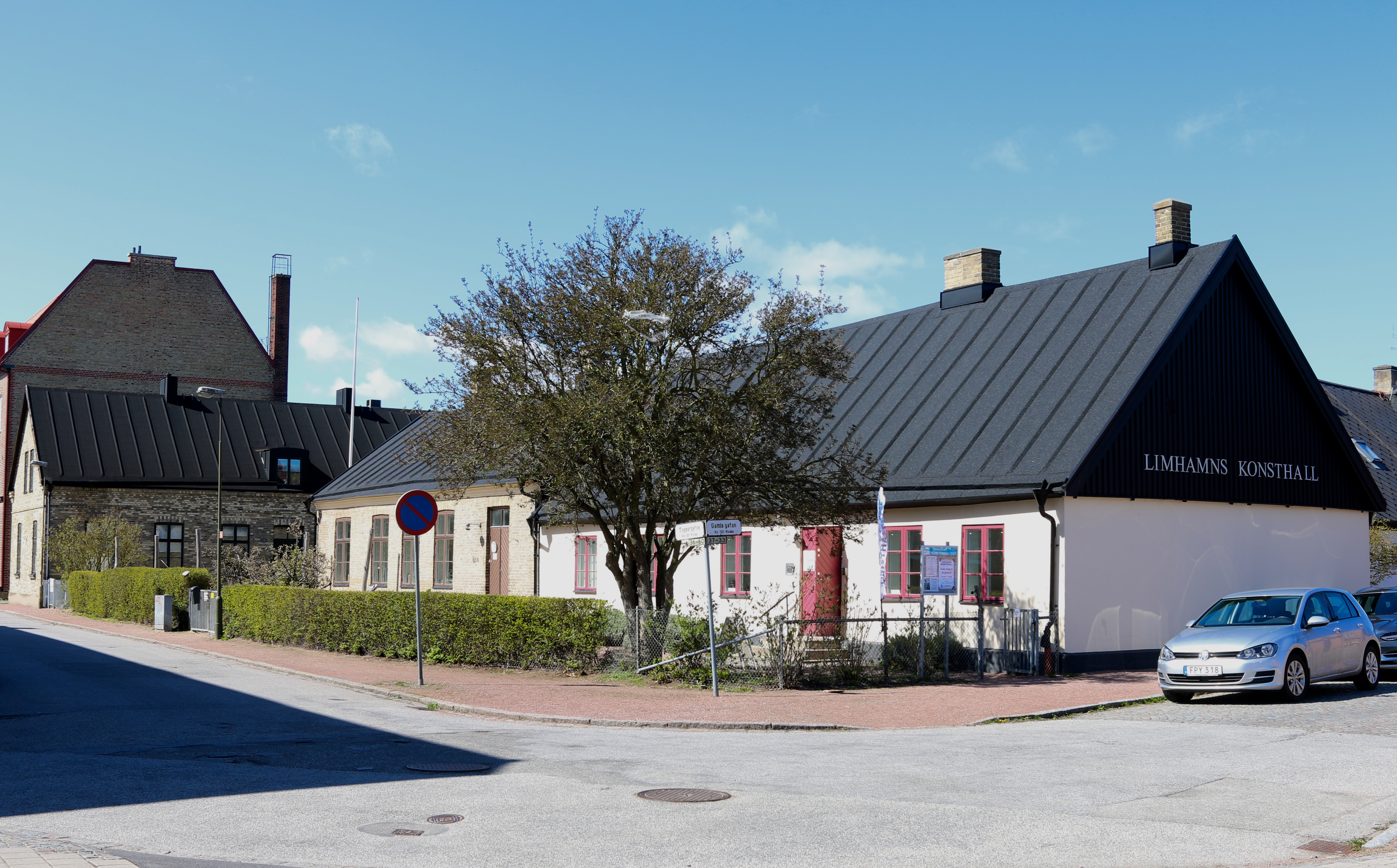
Limhamns konsthall

Limhamns konstförening är en konstförening i Limhamn, Skåne län. Föreningen har varit verksam sen 1957 och anordnar ett flertal utställningar i Limhamns konsthall i gamla Tegnérskolan i Limhamn.
Föreningen delar ut ett årligt stipendium från Stiftelsen Tage E. Nilssons stipendiefond för konstnärlig verksamhet.